# Publi Rutili Llop (pretor 49 aC)
Publi Rutili Llop (llatí: Publius Rutilius Lupus) va ser un magistrat romà del segle i aC. Era probablement fill de Publi Rutili Llop, cònsol l'any 90 aC.
Va ser elegit tribú de la plebs el 56 aC i era partidari dels optimats, el partit aristocràtic. Va proposar la retirada de la llei Julia agraria promulgada per Juli Cèsar i va prendre part a les disputes sobre la restauració de Ptolemeu XII Auletes a Egipte. L'any 49 aC va ser pretor i va quedar estacionat a Terracina amb tres cohorts que van desertar quan van veure arribar la cavalleria de Cèsar. No va anar a Brundusium per reunir-se amb Gneu Pompeu sinó que va tornar a Roma i va exercir com a jutge per un cert temps però va sortir de la ciutat a l'arribada de Cèsar i se'n va anar a Grècia. Pompeu el va nomenar governador d'Acaia. Podria haver estat el pare del retòric Rutili Llop.